# Carex idzuroei
Carex idzuroei là một loài thực vật có hoa trong họ Cói. Loài này được Franch. & Sav. mô tả khoa học đầu tiên năm 1878.